# Pomnik Antoniego Abrahama w Gdyni
Pomnik Antoniego Abrahama znajduje się na placu Kaszubskim w gdyńskiej dzielnicy Śródmieście. Przedstawia on Antoniego Abrahama, kaszubskiego działacza.
Pierwotne plany budowy pomnika lub fontanny upamiętniających kaszubskiego aktywisty istniały już przed wybuchem II wojny światowej w zamyśle gdyńskich radnych. Nie zostały one zrealizowane. Decyzja o budowie pomnika została podjęta w 1995 roku z inicjatywy ówczesnej prezydent Gdyni Franciszki Cegielskiej. Impulsem do tej decyzji była wówczas inicjatywa działaczy Zrzeszenia Kaszubsko-Pomorskiego.
Pomnik ma wysokość 4 metrów. Jego cokół przedstawia napis "Antoni Abraham 1860-1923 Syn Ziemi Kaszubskiej - Bojownik o jej polskość". Autorem pomnika jest Stanisław Szwechowicz.